# Gualdrapa
A gualdrapa é um personagem da festa do Belho que se realiza no dia 13 de Dezembro na aldeia de São Pedro da Silva. É um jovem rapaz vestido de mulher que leva à volta do pescoço um rosário de bulhacas (bugalha: excrecência redonda dos carvalhos). A gualdrapa anda pela aldeia com uma estaca de pau com bexigas de porco atadas e cheias de vento para as rebentar batendo com elas na cabeça das pessoas que encontra pelo caminho. Durante o dia, a gualdrapa entra nas casa das pessoas da aldeia sem pedir autorização, rouba as chouriças que encontra dentro da casa e depois corre porta fora para as levar a um homem que anda com os alforjes para que este as guarde. Inserida dentro da tradição dos roubos rituais e dos rituais de iniciação, a festa do Belho faz parte das festas invernais, que têm lugar entre o solstício de Inverno e o equinócio de Março. A gualdrapa pode ser comparada com com a tradição das Filandorras, com as "Madamas" de Rio de Onor, ou ainda com as "Mangongueiras" de Guadramil.[carece de fontes?]
A referência mais antiga a personagens semelhantes é da época  visigoda no século VII, na crítica que  Isidoro de Sevilha faz aos fieis que "adquirindo monstruosas aparências, se disfarçam ao modo de feras, outros tomam aspecto de mulheres, os homens efeminados(...)"[carece de fontes?]

## Etimologia
O nome gualdrapa deriva do termo gualdripar (furtar).